# Bronte: cronaca di un massacro che i libri di storia non hanno raccontato
(Giovanni Verga, Libertà)
Bronte: cronaca di un massacro che i libri di storia non hanno raccontato è un film del 1971 diretto da Florestano Vancini.
Il film, girato in Jugoslavia, descrive gli eventi relativi ai fatti di Bronte dell'agosto 1860, che a loro volta hanno costituito l'ispirazione della novella di Giovanni Verga intitolata Libertà.

## Trama
In Sicilia, a Bronte, ai primi di agosto del 1860 esplose una rivolta popolare. Vennero saccheggiati diversi edifici e trucidate sedici persone; per ristabilire l'ordine, Giuseppe Garibaldi inviò il generale Nino Bixio che dichiarò lo stato d'assedio ed impose pesanti sanzioni economiche alla popolazione. Costituito un tribunale di guerra, in poche ore vennero giudicate circa 150 persone e di queste 5 furono condannate all'esecuzione capitale. Alla luce delle ricostruzioni successive verrà appurata l'innocenza dei condannati, fra i quali l'avvocato Nicola Lombardo.

## Distribuzione
Girato nel 1970, il film fu ideato inizialmente come uno sceneggiato televisivo in tre puntate coprodotto dalla RAI con la Histria Film. Avrebbe dovuto essere proiettato in prima assoluta a chiusura del Festival del film Locarno 1971, ma la pellicola fu poi trattenuta a Roma dal regista per problemi tecnici col doppiaggio. Fu così proiettato nelle sale solo nel'aprile 1972 in una versione ridotta di 109 minuti, l'unica che poi la RAI preferì mandare in onda dal 19 settembre 1974 (Programma nazionale, ore 20,40). La messa in onda avvenne stranamente di giovedì, in un'epoca in cui la Rai trasmetteva film solo il lunedì o il mercoledì. Ciononostante, Bronte fu visto da circa dieci milioni di spettatori.
Da allora il film è stato programmato in TV poche altre volte: il 1º e il 18 maggio 1975 fu trasmesso intorno alle 21 rispettivamente da Capodistria Tv e dalla Televisione Svizzera. Il 27 ottobre 1985 viene quindi mandato in onda da Raidue alle 21,30. La stessa lo ritrasmetterà il 16 novembre 1987 alle 24. Dopo il 1987 la Rai ha recuperato Bronte solo per i canali minori Rai Sat 3 (25 luglio 1998) e Rai Storia (agosto 2010 e di nuovo l'8 febbraio 2020). Su Iris TV è passato il 21 marzo 2018.
Nel 2001, il film fu restaurato a cura della Cineteca Nazionale. Per la nuova versione, Vancini inserì 16' di girato dall'edizione televisiva.
Il 2 luglio 2021, al 67° Taormina Film Fest, il film fu proiettato nella versione digitale da 126'.